# Élections législatives de 2022 en Guadeloupe
Les élections législatives françaises de 2022 se déroulent les 11 et 18 juin 2022. En Guadeloupe, quatre députés sont à élire dans le cadre de quatre circonscriptions.

## Contexte

### Élections législatives de 2017
Les élections législatives de 2017 ont vu les quatre députés sortants ne pas se représenter, permettant l'élection de quatre nouveaux députés n'ayant jamais siégé à l'Assemblée nationale, même si Hélène Vainqueur-Christophe avait été la suppléante du député sortant Victorin Lurel.
Trois députés rejoignent la majorité présidentielle (bien que deux soient élus sous l'étiquette divers gauche), avant que l'un d'eux, Olivier Serva, ne s'en écarte en 2022. Le groupe socialiste conserve un seul siège dans la 4e circonscription de Guadeloupe.

### Élections intermédiaires
Durant les élections européennes de 2019, la liste soutenue par le RN menée par Jordan Bardella arrive en tête pour la première fois dans le département avec plus de 23 % des voix, devant celle de LREM et Nathalie Loiseau qui fait moins de 18 %. LFI arrive troisième avec 13 points. Ces résultats sont néanmoins à nuancer vu le très faible taux de participation enregistré (14,37 %), mais la progression du RN par rapport aux élections européennes de 2014 est élevée.
Le scrutin des élections municipales est marqué par une grande stabilité politique dans la plupart des communes. La très grande majorité des communes sont gagnées par les partis locaux affiliés à la gauche ou divers gauche, notamment la FGPS. Le chef-lieu, Basse-Terre, est également gagné par le FGPS, après plus de 25 ans de gestion de la droite. La ville au cœur du poumon économique de la Guadeloupe, Pointe-à-Pitre, passe quant à elle sous administration écologique pour la première fois de son histoire. C'est également la seule commune guadeloupéenne gérée par les verts locaux. Le FRAPP (divers gauche), se maintient dans la commune la plus peuplée, Les Abymes.
Encore très populaire en Guadeloupe malgré la méfiance à la suite de la pandémie de Covid-19, Ary Chalus est le président sortant d'un conseil régional à obtenir le plus haut score dans toute la France durant les élections régionales de 2021. Il gagne au premier tour près de 4 points par rapport au précédent scrutin, ratant de peu l'élection dès le premier tour, mais surtout rafle considérablement la mise durant le second tour en franchissant la barre des 72 %. Le FGPS, lui, perd plus de 40 000 voix au premier tour entre les élections de 2015 et celles de 2021.
Au même moment ont lieu les départementales. Ce scrutin est marqué par la lourde défaite de la Présidente sortante, Josette Borel-Lincertin, battue dans sa circonscription des Abymes par une candidate LREM. Le nouveau Président du département, Guy Losbar, est élu sous étiquette Divers Gauche avec le GUSR. Là également, la très grande majorité des sièges revient à la gauche, la droite perdant la totalité de ses sièges au profit notamment du centre.

### Résultats de l'élection présidentielle de 2022 par circonscription
| Circonscription | 1er tour | 1er tour | 1er tour  |         | 2d tour | 2d tour |
| Circonscription | Macron   | Le Pen   | Mélenchon | Macron  | Le Pen  |         |
| --------------- | -------- | -------- | --------- | ------- | ------- | ------- |
| Circonscription |          |          |           |         |         |         |
| 1re             | 12,01 %  | 16,87 %  | 61,05 %   | 27,75 % | 72,25 % |         |
| 2e              | 14,55 %  | 19,26 %  | 52,56 %   | 30,80 % | 69,20 % |         |
| 3e              | 13,48 %  | 17,14 %  | 56,35 %   | 31,79 % | 68,21 % |         |
| 4e              | 13,43 %  | 18,34 %  | 55,22 %   | 30,87 % | 69,13 % |         |

## Système électoral
Les élections législatives ont lieu au scrutin uninominal majoritaire à deux tours dans des circonscriptions uninominales.
Est élu au premier tour le candidat qui réunit la majorité absolue des suffrages exprimés et un nombre de voix au moins égal au quart (25 %) des électeurs inscrits dans la circonscription. Si aucun des candidats ne satisfait ces conditions, un second tour est organisé entre les candidats ayant réuni un nombre de voix au moins égal à un huitième des inscrits (12,5 %) ; les deux candidats arrivés en tête du premier tour se maintiennent néanmoins par défaut si un seul ou aucun d'entre eux n'a atteint ce seuil. Au second tour, le candidat arrivé en tête est déclaré élu.
Le seuil de qualification basé sur un pourcentage du total des inscrits et non des suffrages exprimés rend plus difficile l'accès au second tour lorsque l'abstention est élevée. Le système permet en revanche l'accès au second tour de plus de deux candidats si plusieurs d'entre eux franchissent le seuil de 12,5 % des inscrits. Les candidats en lice au second tour peuvent ainsi être trois, un cas de figure appelé « triangulaire ». Les second tours où s'affrontent quatre candidats, appelés « quadrangulaire » sont également possibles, mais beaucoup plus rares.

### Partis et nuances
Les résultats des élections sont publiées en France par le ministère de l'Intérieur, qui classe les partis en leur attribuant des nuances politiques. Ces dernières sont décidées par les préfets, qui les attribuent indifféremment de l'étiquette politique déclarée par les candidats, qui peut être celle d'un parti ou une candidature sans étiquette.
En 2022, seuls les coalitions Ensemble (ENS) et Nouvelle Union populaire écologique et sociale (NUPES), ainsi que le Parti radical de gauche (RDG), l'Union des démocrates et indépendants (UDI), Les Républicains (LR), le Rassemblement national (RN) et Reconquête (REC) se voient attribués des nuances propres,,.
Tous les autres partis se voient attribués l'une ou l'autre des nuances suivantes : DXG (divers extrême gauche), DVG (divers gauche), ECO (écologiste), REG (régionaliste), DVC (divers centre), DVD (divers droite), DSV (droite souverainiste) et DXD (divers extrême droite). Des partis comme Debout la France ou Lutte ouvrière ne disposent ainsi pas de nuances propres, et leurs résultats nationaux ne sont pas publiés séparément par le ministère, car mélangés avec d'autres partis (respectivement dans les nuances DSV et DXG),.

## Campagne
59 candidats se présentent officiellement pour les législatives de 2022 en Guadeloupe.
La majorité présidentielle, réunie dans la coalition Ensemble, présente des candidats dans trois circonscriptions et soutient la députés sortante Justine Benin dans la 2e circonscription. Dans la 1re circonscription, le député sortant Olivier Serva ne souhaite pas rejoindre la majorité mais ne voit pas de candidat Ensemble face à lui, contrairement à la 3e où le député sortant Max Mathiasin, dissident MoDem, se voit concurrencer par un candidat Ensemble, Ferdy Louisy.
À gauche, l'accord de la Nouvelle Union populaire écologique et sociale (NUPES) qui réunit La France insoumise (LFI), le Pôle écologiste, le Parti communiste français (PCF) et le Parti socialiste (PS), ne s'applique pas aux circonscriptions d'Outre-Mer et donc à la Guadeloupe. Chaque parti apporte donc son soutien à son candidat. La NUPES est donc représentée par deux candidats dans la 1re circonscription, avec la particularité d'une dissidence LFI non soutenue par la NUPES, trois dans la 2e, deux dans la 3e et enfin trois dans la 4e.
Le Rassemblement national est lui présent dans trois circonscriptions sur quatre.

## Résultats

### Élus
| Circonscription                                 | Député sortant               | Parti ou Nuance | Parti ou Nuance | Groupe     | Député élu ou réélu | Parti ou Nuance | Parti ou Nuance | Groupe   |
| ----------------------------------------------- | ---------------------------- | --------------- | --------------- | ---------- | ------------------- | --------------- | --------------- | -------- |
| 1re                                             | Olivier Serva                |                 | GUSR            | LREM       | Olivier Serva       |                 | DVG             | LIOT     |
| 2e                                              | Justine Benin                |                 | app. MoDem      | app. MoDem | Christian Baptiste  |                 | PPDG            | app. SOC |
| 3e                                              | Max Mathiasin                |                 | app. MoDem      | app. MoDem | Max Mathiasin       |                 | MoDem diss.     | LIOT     |
| 4e                                              | Hélène Vainqueur-Christophe* |                 | PS              | SOC        | Élie Califer        |                 | PS              | app. SOC |
| * député sortant ne se représentant pas en 2022 |                              |                 |                 |            |                     |                 |                 |          |

### Taux de participation
| Taux de participation | 1er tour | 1er tour | 1er tour   | 2d tour | 2d tour | 2d tour    | Différence entre les deux tours |
| Taux de participation | En 2017  | En 2022  | Différence | En 2017 | En 2022 | Différence | Différence entre les deux tours |
| --------------------- | -------- | -------- | ---------- | ------- | ------- | ---------- | ------------------------------- |
| À midi                | 8,34 %   | 10,54 %  | 2,2        | 10,31 % | 13,23 % | 2,92       | 2,69                            |
| À 17 heures           | 19,85 %  | 21,55 %  | 1,7        | 22,55 % | 26,71 % | 4,16       | 5,16                            |
| Final                 | 25,61 %  | 25,31 %  | 0,3        | 30,65 % | 28,23 % | 2,42       | 2,92                            |

### Résultats à l'échelle du département

#### Résultats par coalition
| Parti et coalition                                           | Parti et coalition                                           | Parti et coalition                                           | Premier tour | Premier tour | Premier tour | Second tour   | Second tour   | Second tour | Total Sièges  | +/-           |  |
| Parti et coalition                                           | Parti et coalition                                           | Parti et coalition                                           | Voix         | %            | Sièges       | Voix          | %             | Sièges      | Total Sièges  | +/-           |  |
| ------------------------------------------------------------ | ------------------------------------------------------------ | ------------------------------------------------------------ | ------------ | ------------ | ------------ | ------------- | ------------- | ----------- | ------------- | ------------- |  |
|                                                              |                                                              | La France insoumise (LFI)                                    | 9 552        | 12,71        | 0            |               |               |             | 0             | en stagnation |  |
|                                                              | Parti socialiste (PS)                                        | 8 050                                                        | 10,72        | 0            | 10 633       | 12,98         | 1             | 1           | en stagnation |               |  |
|                                                              | Parti progressiste démocratique guadeloupéen (PPDG)          | 5 532                                                        | 7,36         | 0            | 15 484       | 18,90         | 1             | 1           | 1             |               |  |
|                                                              | Caraïbe Écologie Les Verts Guadeloupe (CELV)                 | 1 955                                                        | 2,60         | 0            |              |               |               | 0           | en stagnation |               |  |
| Total Nouvelle Union populaire écologique et sociale (NUPES) | Total Nouvelle Union populaire écologique et sociale (NUPES) | 25 089                                                       | 33,40        | 0            | 26 117       | 31,88         | 2             | 2           | 1             |               |  |
|                                                              |                                                              | Mouvement démocrate (MoDem)                                  | 6 468        | 8,61         | 0            | 10 915        | 13,32         | 0           | 0             | Nv            |  |
|                                                              | Guadeloupe unie, solidaire et responsable (GUSR)             | 6 071                                                        | 8,08         | 0            | Retrait      | Retrait       | Retrait       | 0           | 1             |               |  |
| Total Ensemble (ENS)                                         | Total Ensemble (ENS)                                         | 12 539                                                       | 16,69        | 0            | 10 915       | 13,32         | 0             | 0           | 1             |               |  |
|                                                              | Rassemblement national (RN)                                  | Rassemblement national (RN)                                  | 7 898        | 10,51        | 0            | 11 393        | 13,91         | 0           | 0             | en stagnation |  |
|                                                              | Dissidents Ensemble                                          | Dissidents Ensemble                                          | 3 508        | 4,67         | 0            | 12 402        | 15,14         | 1           | 1             | en stagnation |  |
|                                                              | Force de rassemblement abymien pour le progrès (FRAPP)       | Force de rassemblement abymien pour le progrès (FRAPP)       | 2 685        | 3,57         | 0            | 5 478         | 6,69          | 0           | 0             | en stagnation |  |
|                                                              | Dissident Force de rassemblement abymien pour le progrès     | Dissident Force de rassemblement abymien pour le progrès     | 2 332        | 3,10         | 0            |               |               |             | 0             | Nv            |  |
|                                                              | Gwadloup An Mouvman (GANM)                                   | Gwadloup An Mouvman (GANM)                                   | 1 711        | 2,28         | 0            | 0             | Nv            |             |               |               |  |
|                                                              | Parti socialiste guadeloupéen (PSG)                          | Parti socialiste guadeloupéen (PSG)                          | 1 417        | 1,89         | 0            | 0             | en stagnation |             |               |               |  |
|                                                              | Gagner pour réussir la Guadeloupe (GPRG)                     | Gagner pour réussir la Guadeloupe (GPRG)                     | 1 215        | 1,62         | 0            | 0             | Nv            |             |               |               |  |
|                                                              | Moun Gwadloup (MG)                                           | Moun Gwadloup (MG)                                           | 1 152        | 1,53         | 0            | 0             | Nv            |             |               |               |  |
|                                                              |                                                              | Dissidente La France insoumise                               | 795          | 1,06         | 0            | 0             | en stagnation |             |               |               |  |
|                                                              | Dissidente Caraïbe Écologie Les Verts Guadeloupe             | 236                                                          | 0,31         | 0            | 0            | en stagnation |               |             |               |               |  |
| Dissidents NUPES                                             | Dissidents NUPES                                             | 1 031                                                        | 1,37         | 0            | 0            | en stagnation |               |             |               |               |  |
|                                                              | Combat ouvrier (CO)                                          | Combat ouvrier (CO)                                          | 1 020        | 1,36         | 0            | 0             | en stagnation |             |               |               |  |
|                                                              |                                                              | Les Républicains (LR)                                        | 526          | 0,70         | 0            | 0             | en stagnation |             |               |               |  |
|                                                              | Les Centristes (LC)                                          | 302                                                          | 0,40         | 0            | 0            | en stagnation |               |             |               |               |  |
| Total Union de la droite et du centre (UDC)                  | Total Union de la droite et du centre (UDC)                  | 828                                                          | 1,10         | 0            | 0            | en stagnation |               |             |               |               |  |
|                                                              | Initiative pour développer la Guadeloupe (IDG)               | Initiative pour développer la Guadeloupe (IDG)               | 625          | 0,83         | 0            | 0             | Nv            |             |               |               |  |
|                                                              | Le CAP pour Sainte-Rose (CAPSR)                              | Le CAP pour Sainte-Rose (CAPSR)                              | 506          | 0,67         | 0            | 0             | en stagnation |             |               |               |  |
|                                                              | Reconquête (REC)                                             | Reconquête (REC)                                             | 393          | 0,52         | 0            | 0             | Nv            |             |               |               |  |
|                                                              | Parti communiste guadeloupéen (PCG)                          | Parti communiste guadeloupéen (PCG)                          | 389          | 0,52         | 0            | 0             | en stagnation |             |               |               |  |
|                                                              | Génération Guadeloupéenne démocratique nouvelle (GGDN)       | Génération Guadeloupéenne démocratique nouvelle (GGDN)       | 329          | 0,44         | 0            | 0             | Nv            |             |               |               |  |
|                                                              |                                                              | Debout la France (DLF)                                       | 241          | 0,32         | 0            | 0             | Nv            |             |               |               |  |
| Total Union pour la France (UPF)                             | Total Union pour la France (UPF)                             | 241                                                          | 0,32         | 0            | 0            | Nv            |               |             |               |               |  |
|                                                              | Parti radical (PRV) - hors accord ENS                        | Parti radical (PRV) - hors accord ENS                        | 185          | 0,25         | 0            | 0             | en stagnation |             |               |               |  |
|                                                              | Union des démocrates et indépendants (UDI) - hors accord UDC | Union des démocrates et indépendants (UDI) - hors accord UDC | 136          | 0,18         | 0            | 0             | Nv            |             |               |               |  |
|                                                              | Les Républicains (LR) - hors accord UDC                      | Les Républicains (LR) - hors accord UDC                      | 108          | 0,14         | 0            | 0             | en stagnation |             |               |               |  |
|                                                              | Sans étiquette (SE)                                          | Sans étiquette (SE)                                          | 9 789        | 13,03        | 0            | 15 624        | 19,07         | 1           | 1             | en stagnation |  |
|                                                              |                                                              |                                                              |              |              |              |               |               |             |               |               |  |
| Suffrages exprimés                                           | Suffrages exprimés                                           | Suffrages exprimés                                           | 75 126       | 93,83        |              | 81 929        | 91,72         |             |               |               |  |
| Votes blancs                                                 | Votes blancs                                                 | Votes blancs                                                 | 2 244        | 2,80         | 3 842        | 4,30          |               |             |               |               |  |
| Votes nuls                                                   | Votes nuls                                                   | Votes nuls                                                   | 2 694        | 3,36         | 3 553        | 3,98          |               |             |               |               |  |
| Total                                                        | Total                                                        | Total                                                        | 80 064       | 100          | 0            | 89 324        | 100           | 4           | 4             | en stagnation |  |
| Abstentions                                                  | Abstentions                                                  | Abstentions                                                  | 236 296      | 74,69        |              | 227 030       | 71,76         |             |               |               |  |
| Inscrits/Participation                                       | Inscrits/Participation                                       | Inscrits/Participation                                       | 316 360      | 25,31        | 316 354      | 28,24         |               |             |               |               |  |

#### Résultats par nuance
| Nuance                 | Nuance                               | Nuance                 | Premier tour | Premier tour | Premier tour | Second tour | Second tour   | Second tour | Total Sièges | +/-           |  |
| Nuance                 | Nuance                               | Nuance                 | Voix         | %            | Sièges       | Voix        | %             | Sièges      | Total Sièges | +/-           |  |
| ---------------------- | ------------------------------------ | ---------------------- | ------------ | ------------ | ------------ | ----------- | ------------- | ----------- | ------------ | ------------- |  |
|                        | Divers gauche                        | DVG                    | 44 079       | 58,67        | 0            | 59 621      | 72,77         | 4           | 4            | 1             |  |
|                        | Ensemble !                           | ENS                    | 9 385        | 12,49        | 0            | 10 915      | 13,32         | 0           | 0            | 1             |  |
|                        | Rassemblement national               | RN                     | 7 898        | 10,51        | 0            | 11 393      | 13,91         | 0           | 0            | en stagnation |  |
|                        | Divers centre                        | DVC                    | 3 736        | 4,97         | 0            | Retrait     | Retrait       | Retrait     | 0            | Nv            |  |
|                        | Divers                               | DIV                    | 2 713        | 3,61         | 0            |             |               |             | 0            | en stagnation |  |
|                        | Ecologistes                          | ECO                    | 2 191        | 2,92         | 0            | 0           | en stagnation |             |              |               |  |
|                        | Divers extrême gauche                | DXG                    | 1 409        | 1,88         | 0            | 0           | en stagnation |             |              |               |  |
|                        | Régionaliste                         | REG                    | 1 152        | 1,53         | 0            | 0           | en stagnation |             |              |               |  |
|                        | Divers extrême droite                | DXD                    | 935          | 1,24         | 0            | 0           | Nv            |             |              |               |  |
|                        | Les Républicains                     | LR                     | 634          | 0,84         | 0            | 0           | en stagnation |             |              |               |  |
|                        | Reconquête                           | REC                    | 393          | 0,52         | 0            | 0           | Nv            |             |              |               |  |
|                        | Droite souverainiste                 | DSV                    | 241          | 0,32         | 0            | 0           | Nv            |             |              |               |  |
|                        | Divers droite                        | DVD                    | 224          | 0,30         | 0            | 0           | en stagnation |             |              |               |  |
|                        | Union des démocrates et indépendants | UDI                    | 136          | 0,18         | 0            | 0           | Nv            |             |              |               |  |
|                        |                                      |                        |              |              |              |             |               |             |              |               |  |
| Suffrages exprimés     | Suffrages exprimés                   | Suffrages exprimés     | 75 126       | 93,83        |              | 81 929      | 91,72         |             |              |               |  |
| Votes blancs           | Votes blancs                         | Votes blancs           | 2 244        | 2,80         | 3 842        | 4,30        |               |             |              |               |  |
| Votes nuls             | Votes nuls                           | Votes nuls             | 2 694        | 3,36         | 3 553        | 3,98        |               |             |              |               |  |
| Total                  | Total                                | Total                  | 80 064       | 100          | 0            | 89 324      | 100           | 4           | 4            | en stagnation |  |
| Abstentions            | Abstentions                          | Abstentions            | 236 296      | 74,69        |              | 227 030     | 71,76         |             |              |               |  |
| Inscrits/Participation | Inscrits/Participation               | Inscrits/Participation | 316 360      | 25,31        | 316 354      | 28,24       |               |             |              |               |  |

### Résultats par circonscription

#### Première circonscription
Député sortant : Olivier Serva (Indépendant après avoir été élu en 2017 sous l'étiquette La République en marche).
| Candidat                 | Candidat                  | Parti                    | Nuance                   | Premier tour | Premier tour | Second tour | Second tour |
| Candidat                 | Candidat                  | Parti                    | Nuance                   | Voix         | %            | Voix        | %           |
| ------------------------ | ------------------------- | ------------------------ | ------------------------ | ------------ | ------------ | ----------- | ----------- |
|                          | Olivier Serva             | SE                       | DVG                      | 7 766        | 43,44        | 15 624      | 74,04       |
|                          | Dominique Biras           | FRAPP                    | DVG                      | 2 685        | 15,02        | 5 478       | 25,96       |
|                          | Nadège Montout            | LFI (NUPES)              | DVG                      | 2 364        | 13,22        |             |             |
|                          | Alix Nabajoth             | FRAPP diss.              | DVG                      | 2 332        | 13,04        |             |             |
|                          | Thierry Fabulas           | RN                       | RN                       | 1 237        | 6,92         |             |             |
|                          | Francillonne Jacoby-Koaly | LFI diss.                | DVG                      | 795          | 4,45         |             |             |
|                          | Christian Civilise        | EÉLV (NUPES)             | ECO                      | 266          | 1,49         |             |             |
|                          | Raphaël Cécé              | CO                       | DXG                      | 245          | 1,37         |             |             |
|                          | Rudy Faro                 | LC (UDC)                 | DIV                      | 78           | 0,44         |             |             |
|                          | Henri Angol               | GPRG                     | DIV                      | 58           | 0,32         |             |             |
|                          | Marie Smite               | UDI                      | UDI                      | 51           | 0,29         |             |             |
|                          | Éric Jean-Philippe        | SE                       | DIV                      | 0            | 0,00         |             |             |
|                          |                           |                          |                          |              |              |             |             |
| Votes valides            | Votes valides             | Votes valides            | Votes valides            | 17 877       | 93,71        | 21 102      | 91,65       |
| Votes blancs             | Votes blancs              | Votes blancs             | Votes blancs             | 529          | 2,77         | 799         | 3,47        |
| Votes nuls               | Votes nuls                | Votes nuls               | Votes nuls               | 670          | 3,51         | 1 124       | 4,88        |
| Total                    | Total                     | Total                    | Total                    | 19 076       | 100          | 23 025      | 100         |
| Abstention               | Abstention                | Abstention               | Abstention               | 56 899       | 74,89        | 52 948      | 69,69       |
| Inscrits / participation | Inscrits / participation  | Inscrits / participation | Inscrits / participation | 75 975       | 25,11        | 75 973      | 30,31       |

#### Deuxième circonscription
Députée sortante : Justine Benin (apparentée Mouvement démocrate).
| Candidat                 | Candidat                  | Parti                    | Nuance                   | Premier tour | Premier tour | Second tour | Second tour |
| Candidat                 | Candidat                  | Parti                    | Nuance                   | Voix         | %            | Voix        | %           |
| ------------------------ | ------------------------- | ------------------------ | ------------------------ | ------------ | ------------ | ----------- | ----------- |
|                          | Justine Benin,            | app. MoDem (ENS)         | ENS                      | 6 468        | 31,31        | 10 915      | 41,35       |
|                          | Christian Baptiste        | PPDG (NUPES)             | DVG                      | 5 532        | 26,78        | 15 484      | 58,65       |
|                          | Michel Tola               | LFI - IDG (NUPES)        | DVG                      | 3 068        | 14,85        |             |             |
|                          | Michel Girdary-Ramssamy   | RN                       | RN                       | 2 497        | 12,09        |             |             |
|                          | Ludovic Tolassy           | MG                       | REG                      | 1 152        | 5,58         |             |             |
|                          | Pauline Couvin            | EÉLV (NUPES)             | ECO                      | 430          | 2,08         |             |             |
|                          | Christiane Delannay-Clara | DLF (UPF)                | DSV                      | 241          | 1,17         |             |             |
|                          | Michelle Maxo             | EÉLV diss.               | ECO                      | 236          | 1,14         |             |             |
|                          | Nancy Mathias             | LC (UDC)                 | DVD                      | 224          | 1,08         |             |             |
|                          | Aline Céril               | CO                       | DXG                      | 221          | 1,07         |             |             |
|                          | Gérald Bougrer            | SE                       | DIV                      | 176          | 0,85         |             |             |
|                          | Paola Plantier            | REC                      | REC                      | 169          | 0,82         |             |             |
|                          | Steeve Rouyar-Cirederf    | GPRG                     | DIV                      | 116          | 0,56         |             |             |
|                          | Dun Férus                 | LR                       | LR                       | 108          | 0,52         |             |             |
|                          | Sonia Retour              | UDI                      | UDI                      | 21           | 0,10         |             |             |
|                          |                           |                          |                          |              |              |             |             |
| Votes valides            | Votes valides             | Votes valides            | Votes valides            | 20 659       | 94,21        | 26 399      | 93,39       |
| Votes blancs             | Votes blancs              | Votes blancs             | Votes blancs             | 544          | 2,48         | 770         | 2,72        |
| Votes nuls               | Votes nuls                | Votes nuls               | Votes nuls               | 725          | 3,31         | 1 097       | 3,88        |
| Total                    | Total                     | Total                    | Total                    | 21 928       | 100          | 28 266      | 100         |
| Abstention               | Abstention                | Abstention               | Abstention               | 65 847       | 75,02        | 59 511      | 67,80       |
| Inscrits / participation | Inscrits / participation  | Inscrits / participation | Inscrits / participation | 87 775       | 24,98        | 87 777      | 32,20       |

#### Troisième circonscription
Député sortant : Max Mathiasin (apparenté Mouvement démocrate)
| Candidat                 | Candidat                    | Parti                    | Nuance                   | Premier tour | Premier tour | Second tour | Second tour |
| Candidat                 | Candidat                    | Parti                    | Nuance                   | Voix         | %            | Voix        | %           |
| ------------------------ | --------------------------- | ------------------------ | ------------------------ | ------------ | ------------ | ----------- | ----------- |
|                          | Rody Tolassy                | RN                       | RN                       | 4 164        | 20,09        | 11 393      | 47,88       |
|                          | Max Mathiasin               | MoDem diss.              | DVG                      | 3 508        | 16,93        | 12 402      | 52,12       |
|                          | Ferdy Louisy                | GUSR (ENS)               | ENS                      | 2 917        | 14,07        |             |             |
|                          | Sylvie Chammougon Anno      | PS (NUPES)               | DVG                      | 1 924        | 9,28         |             |             |
|                          | Marie-Laure Aigle           | LFI (NUPES)              | DVG                      | 1 731        | 8,35         |             |             |
|                          | Raphaël Lapin               | GANM                     | DVG                      | 1 711        | 8,26         |             |             |
|                          | José Toribio                | PSG                      | DVG                      | 1 417        | 6,84         |             |             |
|                          | Hubert Quiaba               | EÉLV (NUPES)             | ECO                      | 945          | 4,56         |             |             |
|                          | Fauvert Savan               | CAPSR                    | DIV                      | 506          | 2,44         |             |             |
|                          | Fabrice Luce                | SE                       | DVC                      | 397          | 1,92         |             |             |
|                          | Félix Alain Flémin          | PCG                      | DXG                      | 389          | 1,88         |             |             |
|                          | Grégory Cabrion             | GGDN                     | DIV                      | 329          | 1,59         |             |             |
|                          | Sidjie Esdras               | CO                       | DXG                      | 267          | 1,29         |             |             |
|                          | Delphine Pierquin           | LR (UDC)                 | LR                       | 258          | 1,24         |             |             |
|                          | Christian-Georges Henry-Léo | SE                       | DIV                      | 110          | 0,53         |             |             |
|                          | Paul Éric Confiac           | GPRG                     | DVG                      | 106          | 0,51         |             |             |
|                          | Béatrice Gama               | UDI                      | UDI                      | 28           | 0,14         |             |             |
|                          | René-Claude Argis           | SE                       | DIV                      | 16           | 0,08         |             |             |
|                          | Prévert Mayengo             | REC                      | REC                      | 2            | 0,01         |             |             |
|                          | Gilbert Edinval             | SE                       | DIV                      | 0            | 0,00         |             |             |
|                          |                             |                          |                          |              |              |             |             |
| Votes valides            | Votes valides               | Votes valides            | Votes valides            | 20 725       | 94,10        | 23 795      | 93,20       |
| Votes blancs             | Votes blancs                | Votes blancs             | Votes blancs             | 648          | 2,94         | 889         | 3,48        |
| Votes nuls               | Votes nuls                  | Votes nuls               | Votes nuls               | 652          | 2,96         | 848         | 3,32        |
| Total                    | Total                       | Total                    | Total                    | 22 025       | 100          | 25 532      | 100         |
| Abstention               | Abstention                  | Abstention               | Abstention               | 62 323       | 73,89        | 58 807      | 69,73       |
| Inscrits / participation | Inscrits / participation    | Inscrits / participation | Inscrits / participation | 84 348       | 26,11        | 84 339      | 30,27       |

#### Quatrième circonscription
Députée sortante : Hélène Vainqueur-Christophe (Parti socialiste), qui ne se représente pas.
| Candidat                 | Candidat                 | Parti                    | Nuance                   | Premier tour | Premier tour | Second tour | Second tour |
| Candidat                 | Candidat                 | Parti                    | Nuance                   | Voix         | %            | Voix        | %           |
| ------------------------ | ------------------------ | ------------------------ | ------------------------ | ------------ | ------------ | ----------- | ----------- |
|                          | Élie Califer             | PS (NUPES)               | DVG                      | 6 126        | 38,61        | 10 633      | 100         |
|                          | Marie-Luce Penchard      | GUSR (ENS)               | DVC                      | 3 154        | 19,88        | Retrait     | Retrait     |
|                          | Yanetti Paisley          | LFI (NUPES)              | DVG                      | 2 389        | 15,06        |             |             |
|                          | Jean-Yves Ramassamy      | SE                       | DIV                      | 1 324        | 8,35         |             |             |
|                          | Martin Germain Paran     | GPRG                     | DXD                      | 935          | 5,89         |             |             |
|                          | Marguerite Civis         | IDG                      | DVG                      | 625          | 3,94         |             |             |
|                          | Alain Avril              | EÉLV (NUPES)             | ECO                      | 314          | 1,98         |             |             |
|                          | Jordan Coudret           | CO                       | DXG                      | 287          | 1,81         |             |             |
|                          | Cédric Loupadière        | LR (UDC)                 | LR                       | 268          | 1,69         |             |             |
|                          | Christian Zozio          | REC                      | REC                      | 222          | 1,40         |             |             |
|                          | Christine Houblon        | PRV                      | DVC                      | 185          | 1,17         |             |             |
|                          | Lucile Lutin             | UDI                      | UDI                      | 36           | 0,23         |             |             |
|                          |                          |                          |                          |              |              |             |             |
| Votes valides            | Votes valides            | Votes valides            | Votes valides            | 15 865       | 93,13        | 10 633      | 85,06       |
| Votes blancs             | Votes blancs             | Votes blancs             | Votes blancs             | 523          | 3,07         | 1 384       | 11,07       |
| Votes nuls               | Votes nuls               | Votes nuls               | Votes nuls               | 647          | 3,80         | 484         | 3,87        |
| Total                    | Total                    | Total                    | Total                    | 17 035       | 100          | 12 501      | 100         |
| Abstention               | Abstention               | Abstention               | Abstention               | 51 227       | 75,04        | 55 764      | 81,69       |
| Inscrits / participation | Inscrits / participation | Inscrits / participation | Inscrits / participation | 68 262       | 24,96        | 68 265      | 18,31       |